# Albert Rodríguez
Albert Rodríguez Soria (12 febbraio 1986) è un ex calciatore andorrano, di ruolo centrocampista.